# فلاديمير ليفونيفسكى
فلاديمير ليفونيفسكى (بالروسية: Владимир Левоне́вский)؛ (بالإنجليزية: Uladzimir Levaneuski)‏ - شخصية اجتماعية هو الرئيس السابق للجنة الإضراب (2004-2006 م). إنه ابن السجين السياسي السابق فاليرى ليفونيفسكى.
لقد ولد فلاديمير في 28 يناير 1986 م في مدينة غرودنو في العائلة الكبيرة. و في عام 2010 م لقد تخرج من كلية الرياضيات والمعلوماتية لجامعة غرودنو الوطنية باسم يانكا كوبالا. بعد العامين تخرج من كلية الحقوق والإدارة في جامعة بوزنان باسم آدم ميسكيفيتش وتحصل على درجة الماجستير في الإدارة. منذ عام 2012 هو طالب دكتوراه في قسم نظم المعلومات بجامعة الاقتصاد في بوزنان.
إنه قام بدور نشط في تنظيم الاحتجاجات من أجل الدفاع عن حقوق المواطنين وكان منظما لمسيرات وإضرابات رجال الأعمال وكان نائبا لرئيس لجنة الإضراب رجال الأعمال في جمهورية بيلاروس، وهو نائب لرئيس التحرير في النشرة الإخبارية العموم الجمهورية «رجل الأعمال» . لقد تعرض مرارا للقمع من قبل السلطات (الاعتقالات والقبوض وغيرها) . على سبيل المثال 3 مايو 2004 م خلال العملية الاحتجاجية منقبل رجال الأعمال كان محكوما فلاديمير بالسجن لمدة 13 يوما باتهام تنظيم الاجتماعات ( 1 مايو 2004 م و 3 مايو 2004 م).
في الأعوام 2004 - 2006 م قام فلاديمير بأعمال رئيس اللجنة الإضراب. خلال هذه المدة الزمنية قد وسعت اللجنة أنشطتها ودعا بنشاط من أجل دعم حقوق المحكومين.
في الأعوام 2011 – 2012 م كان فلاديمير ليفونيفسكى ممثلا من الطلبة في مجلس كلية الحقوق والإدارة ل في جامعة بوزنان باسم آدم ميسكيفيتش وتعاونت بنشاط مع برلمان الطلاب في جامعة بوزنان باسم آدم ميسكيفيتش . في عام 2013 م كان فلاديمير نائبا لرئيس مجلس كلاب الدكتورة في جامعة الاقتصاد في بوزنان وفي عام 2014 م كان- عضوا في مجلس كلية المعلومات والاقتصاد الإلكتروني في جامعة الاقتصاد في بوزنان. و أيضا في الأعوام 2013-2014 م كان يخدم في لجان تنظيم المؤتمرات العلمية الوطنية والدولية.

## وصلات خارجية
- الموقع الرسمي